# 皇家非洲公司
皇家非洲公司（英語：Royal African Company）是英国斯图亚特王朝和倫敦市商人为了与非洲西海岸展开贸易而于1660年建立的公司，由国王查理二世之弟约克公爵詹姆斯管理。在大西洋奴隶贸易中，该公司从非洲向美洲运送的奴隶数量超过了其他任何机构。该公司一直运行至1752年。其他知名人物有爱德华·科尔斯顿。